# Palacio Wallenstein
El palacio Wallenstein (en checo, Valdštejnský palác) es un complejo barroco del distrito Malá Strana de Praga, capital de la República Checa. Construido en el siglo XVII, fue la residencia de Albrecht von Wallenstein —caudillo del Sacro Imperio Romano Germánico— y en la actualidad alberga el Senado del país.

## Historia
Fue construido aproximadamente entre 1623 y 1630, en un espacio que antes ocupaban veintiséis casas, seis jardines, dos ladrilleras y una parcela vacía, para uno de los checos más ricos y poderosos del siglo XVII, Albrecht von Wallenstein. Este fue desde 1625 un importante general para el Imperio, exitoso en numerosas batallas y caracterizado por su ambición y temperamento irascible y sin escrúpulos. En 1634 fue asesinado por órdenes del emperador Fernando III de Habsburgo por dirigir negociaciones con sus enemigos. Con la construcción de un palacio tan extenso, Wallenstein pretendía rivalizar con el propio castillo de Praga. Casi todo lo que se encontraba en sus terrenos fue demolido, a excepción de un edificio palaciego del noble Jan Rudolf Trčka de Lipa. Los remanentes renacentistas de la casa, una de las más pretenciosas de la ciudad de los siglos XVI y XVII, quedan patentes en bóvedas, restos de yeso y ladrillos. No se salvó la puerta Písecká, que se ubicaba allí desde 1257, pese a la oposición de los otros habitantes del distrito.
Tras el asesinato de Wallenstein, el emperador Fernando II de Habsburgo ocupó el palacio. En 1639 adquirió el complejo Maximiliano de Waldstein, sobrino del propietario original. En el contexto de la guerra de los Treinta Años, las tropas suecas en la batalla de Praga en 1648 causaron numerosos daños al inmueble al confiscar diferentes artículos, incluidas las estatuas del jardín. Estas se llevaron al palacio de Drottningholm, cerca de Estocolmo, y en la actualidad todas son réplicas excepto la Venus de Wurzelbauer, que devolvieron los suecos en 1889. En 1938 se emplazó un jardín italiano frente a la sala Terrena; tomó su forma actual del diseñador M. Vincík en 1955.

## Arquitectura

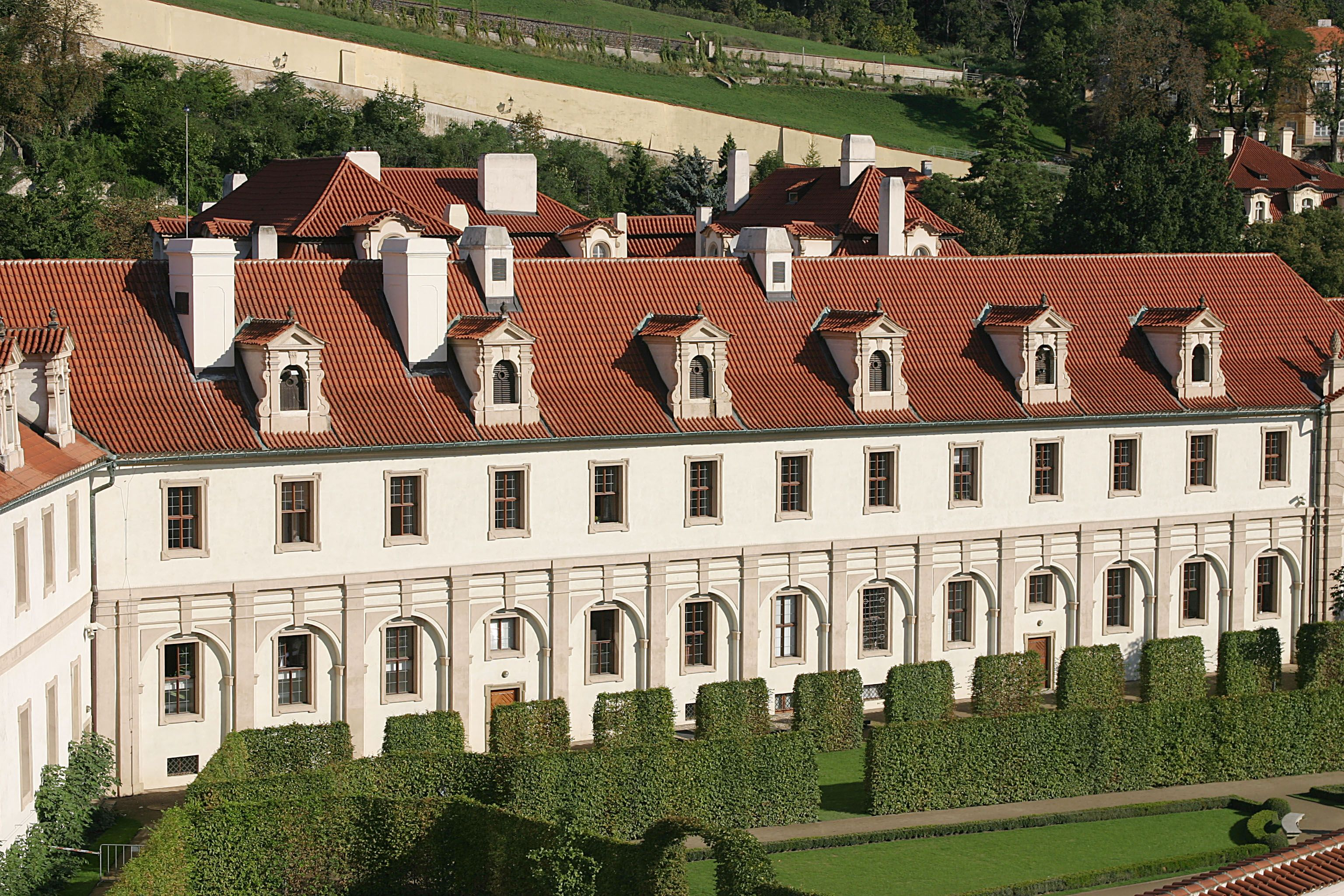
Vista del ala Lobkowicz del palacio.

El palacio es un complejo extenso barroco con características manieristas de 340 m de largo y 172 de ancho, cuyos arquitectos principales fueron Andrea Spezza de Arongo, Giovanni Battista Pieroni y Niccolo Sebregondi. Dispone de varias secciones y dependencias, entre ellas el salón principal —con retratos murales de Wallenstein—, la sala de los Caballeros y una capilla dedicada a san Wenceslao; muchas de sus decoraciones son obras del pintor Baccio del Bianco. El ala Trčka consiste en un edificio de una planta con un patio central, que solía formar las estancias de los pajes y las salas de equitación. El establo tenía capacidad para cuarenta caballos, cada uno de los cuales tenía un retrato propio encima de él. En la actualidad, la estancia donde se amarraban estos animales es el salón del consejo del Senado.

### Jardín

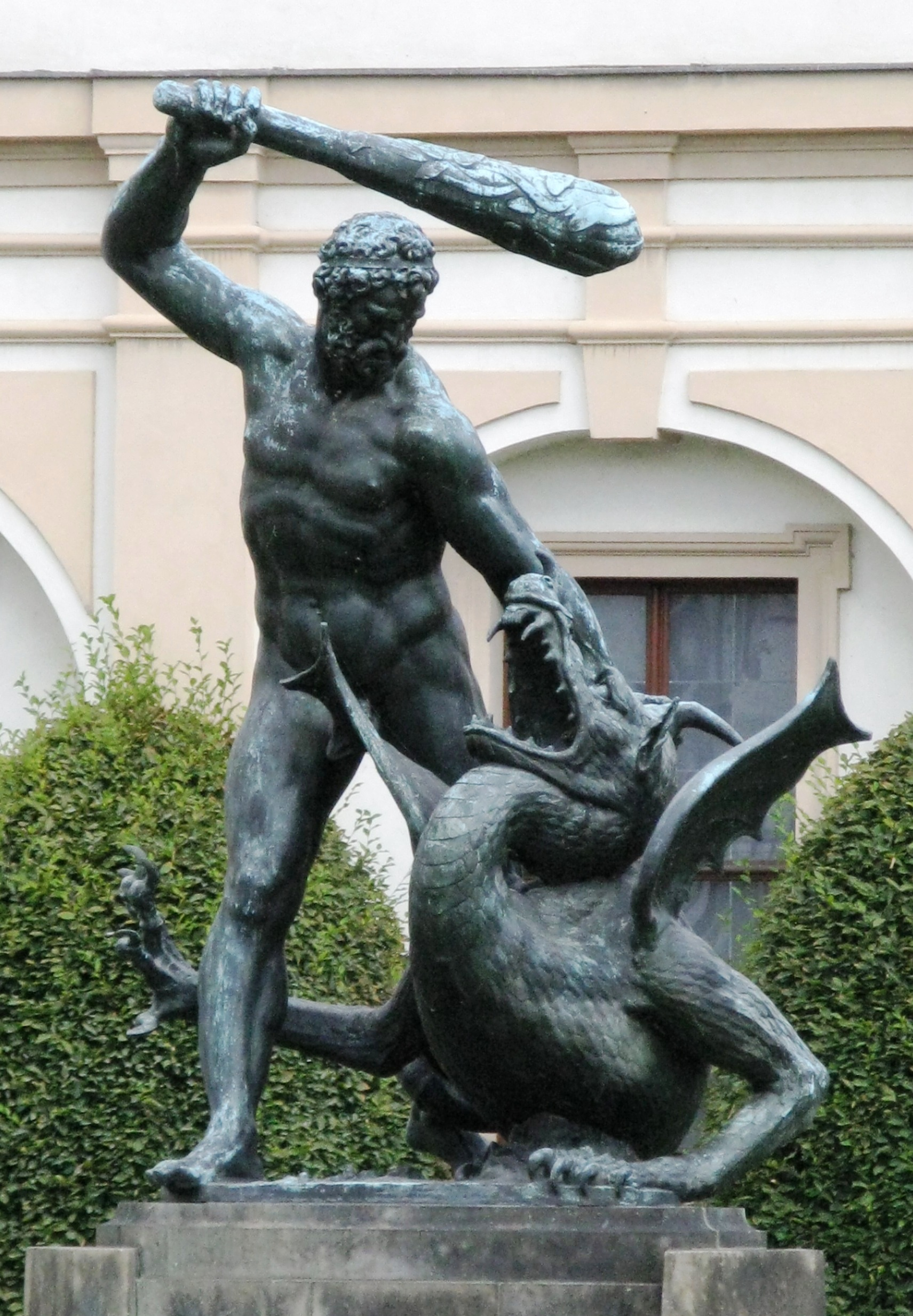
Hércules, de Adrián de Vries, expuesto en el jardín.

Una palacio cuenta con un jardín de estilo italiano, con una sala Terrena —un pabellón de jardín—, una gruta, un aviario y una isla en un lago artificial. Entre los años 1625 y 1626 se colocaron una colección de estatuas de bronce del escultor holandés Adrián de Vries, que representan dioses y caballos, tema típico de la escultura manierista. Dado su saqueo en la guerra de los Treinta Años, a lo largo del camino principal y en la fuente de mármol del centro de la isla se encuentran réplicas de las estatuas. Arnošt František de Wallenstein las encargó en el siglo XIX, y desde entonces permanecen allí. El inventor checo Josef Božek demostró una prueba con éxito de un barco de vapor en el estanque del palacio. La sala Terrena, de 30 metros de largo con tres arcadas de columnas toscanas dobles y tres bóvedas, fue obra de Andrea Spezza en 1627. Fue la primera construcción de este tipo en la región checa; se caracteriza por el abandono del estilo renacentista por el barroco.
Es mencionado en Cuentos de Mala Strana, de Jan Neruda: "Algunos días después recibí una carta de Lizinka: “A las tres, en la iglesia de San Nicolás”, decía. Temblaba de emoción. De la iglesia nos fuimos a los jardines de Valdštein. Allí nos juramos amor eterno y le prometí que en agosto terminaría la carrera y en dos años la haría mi mujer. Luego me llevó a ver a sus padres".